# La Houve
La Houve est une mine de charbon des Houillères du bassin de Lorraine située en Moselle sur le territoire de la ville de Creutzwald et certaines communes environnantes. Elle tient son nom de la forêt de La Houve située aux abords de Creutzwald. L'arrêt de la production, le 23 avril 2004, marque la fin de l'exploitation du charbon en France.

## Présentation

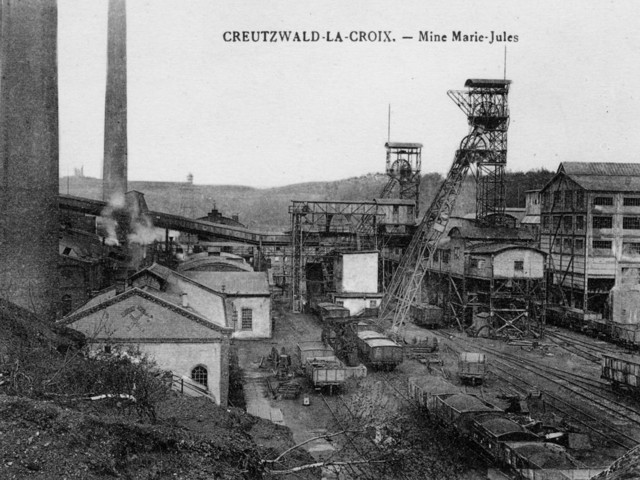
Le Siège 1

La mine de la Houve est composée au total de huit puits répartis sur cinq sites. Ces puits ont été foncés successivement de la fin du XIXe siècle jusqu'à la fin du XXe siècle. La Houve a grandement contribué à l'essor économique de Creutzwald et de ses environs.

### Le siège 1
Le premier puits de Creutzwald, le puits Marie, est creusé en 1895. Vient 5 ans plus tard le puits Jules. En 1907, y est implantée une usine électrique, la SALEC (Société Alsacienne Lorraine d'Électricité) qui contribuera au prestige industriel de la ville comme première centrale électrique du bassin houiller. Cette centrale fermera en 1953 et tout le siège suivra en 1955. Les chevalements seront démontés et les puits bouchés en 1988. Aujourd'hui, une zone industrielle remplace les installations du carreau.

### Le siège 2

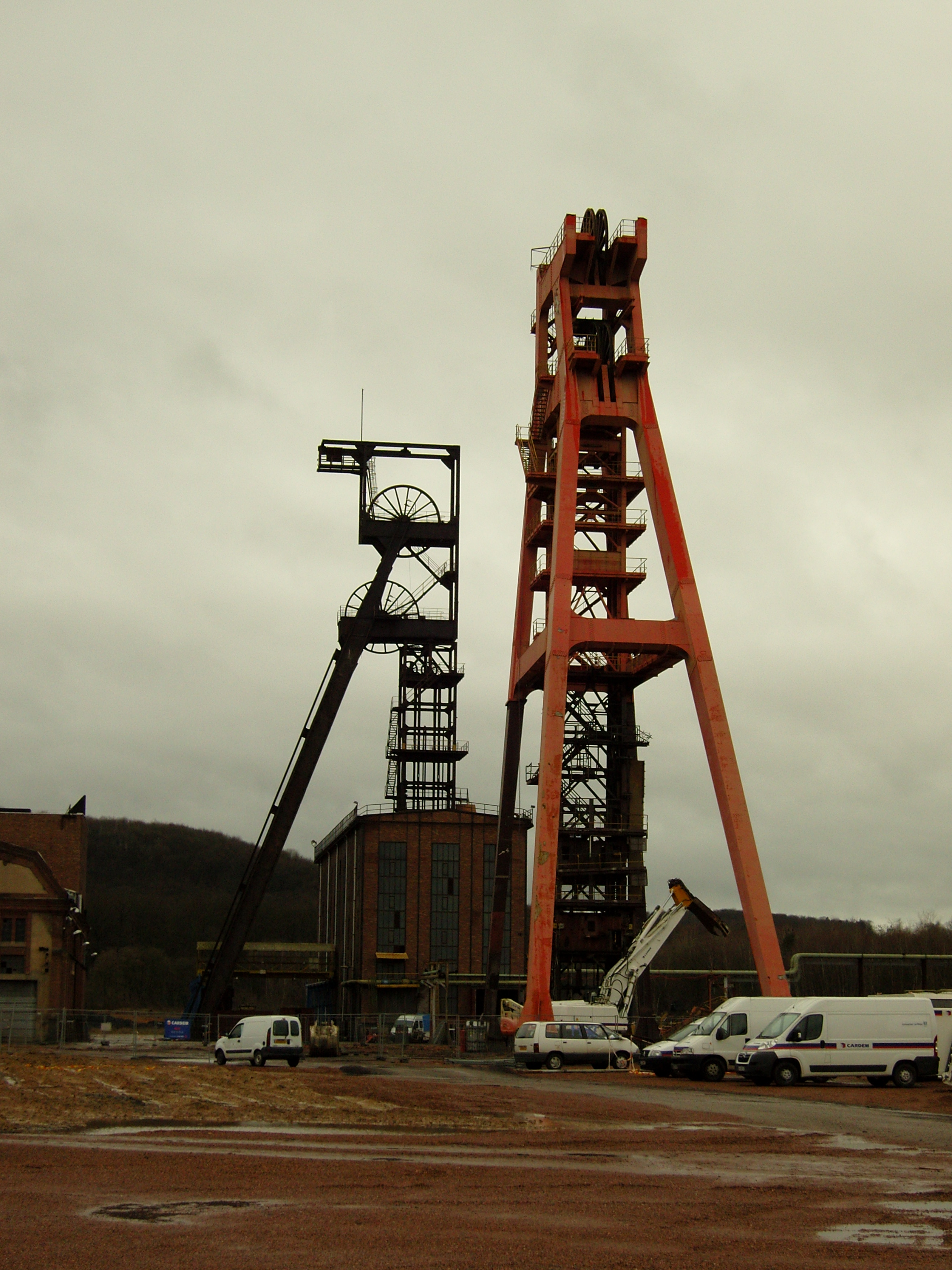
Le siège 2, avec les puits 3 et 4, au début de 2007, juste avant leur démolition.

En 1907 on découvre une nouvelle veine de charbon éloignée du siège 1. On décide alors la construction d'un nouveau siège : le siège 2. La même année, on fonce le puits 3, également appelé Uhry ou Ulrich. Les techniques de forage ne sont pas au point et les travaux sont abandonnés. Repris puis abandonné en 1911, le puits atteindra enfin la veine de charbon en 1913. Grâce au puits 3, la production augmente considérablement.
Après la première guerre mondiale, on commence le forage du puits 4 (de 1923 à 1927) chargé de la descente du matériel et de la remontée du charbon.
Le siège continue seul l'exploitation du charbon creutzwaldois après la fermeture du siège 1. En 1951, le puits 4 est équipé d’un nouveau chevalement, on fera de même pour le puits 3 en 1983. Le nouveau lavoir de De Vernejoul supplée celui du siège 2 qui est arrêté en 1985. Ses bâtiments sont détruits en 2003.
Le 23 avril 2004, date de la fermeture du siège, l’exploitation se termine. Le 21 mars 2007 à 11h29, le chevalement du puits 3, construit en 1984, est abattu dans le cadre de la réhabilitation du site. En octobre 2007, l'ensemble des bâtiments du carreau du siège a été détruit, à l’exception du chevalement du Puits 4. Le sort de celui-ci restait en suspens, une association tentant de le préserver de la démolition, soutenue notamment par la députée Aurélie Filippetti. Cependant, ce dernier symbole de l'histoire minière de la ville est détruit le 10 décembre 2007 à 12h50.

### Le puits 5
Destiné à l'origine à l'aérage et au remblayage il est creusé en 1923 mais est noyé en 1927. Il est équipé d’une station de pompage en 1930 et alimente encore aujourd’hui une partie de la ville de Creutzwald en eau. Le puits est mis en sécurité en 2007. Actuellement il reste tout l’ensemble.

### Le puits Barrois
Il est foncé en 1935. C'est un puits polyvalent, c’est-à-dire un puits d'extraction, de service et d'aération. Il est fermé en 1988 et le chevalement est démonté en 1989. La recette est détruite en 2004. En 2005 le puits est remis en sécurité par CDF.

### Le puits de Vernejoul

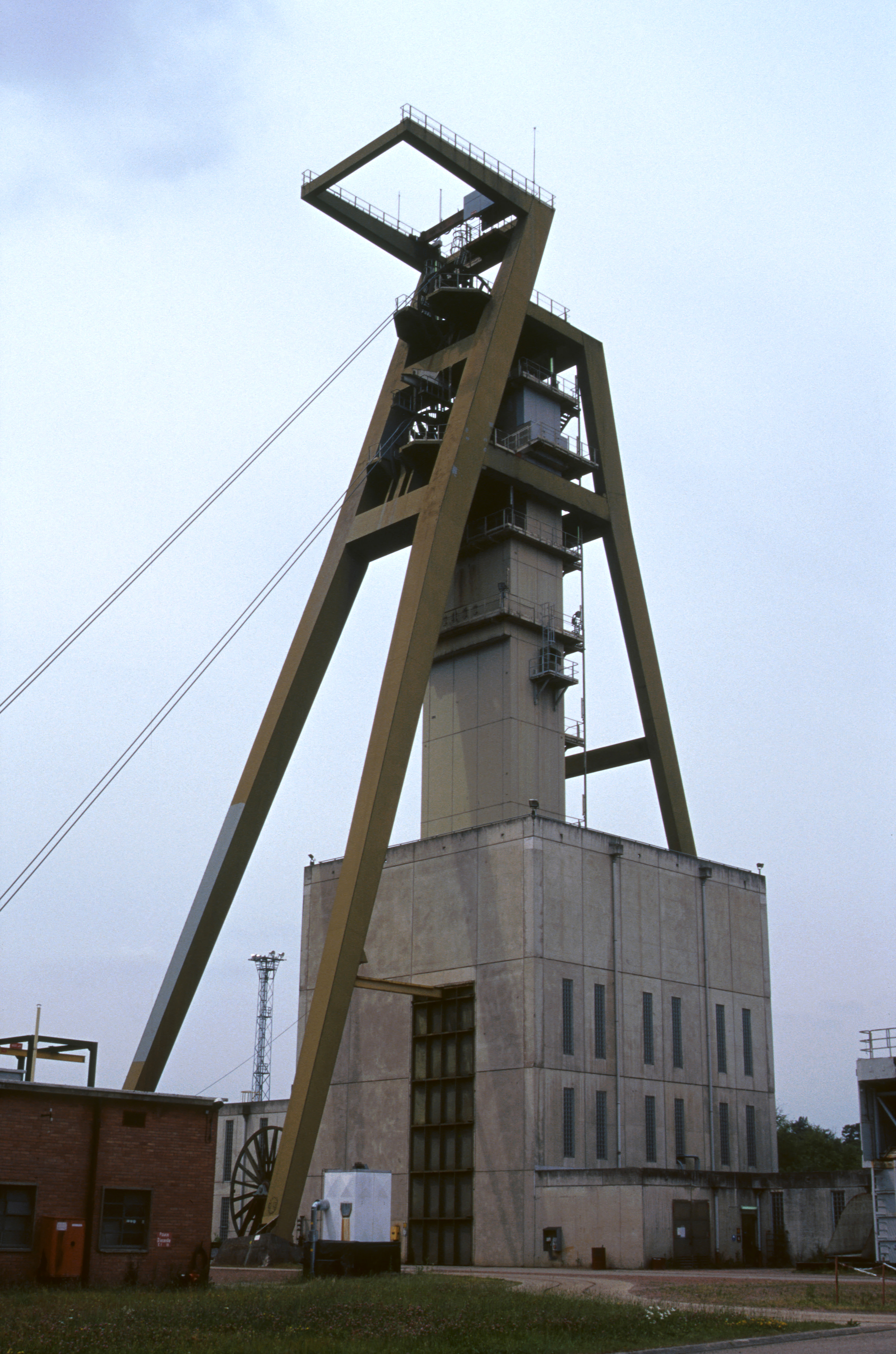
Le puits de Vernejoul, un peu avant 2004.

Il est foncé en 1954 et a pour mission d'aérer les galeries du siège 2. Mais le site fait peau neuve au milieu des années 1980. Un nouveau chevalement est conçu pour remonter le charbon et un lavoir ultra moderne apparaissent en raison de l’extension de l'exploitation vers le sud du siège 2. De Vernejoul devient en 1985 le puits d'extraction de la Houve et il le restera jusqu’en 2004. Le puits sera remblayé intégralement de Septembre a Décembre 2004. Son chevalement, haut de 63,50 Mètres sera abattu le 20 Avril 2005 a 18h40. L'ensemble du carreau est démoli entre Septembre 2004 et fin 2007. Actuellement il ne reste que le bâtiment des vestiaires.

### Le puits Ouest

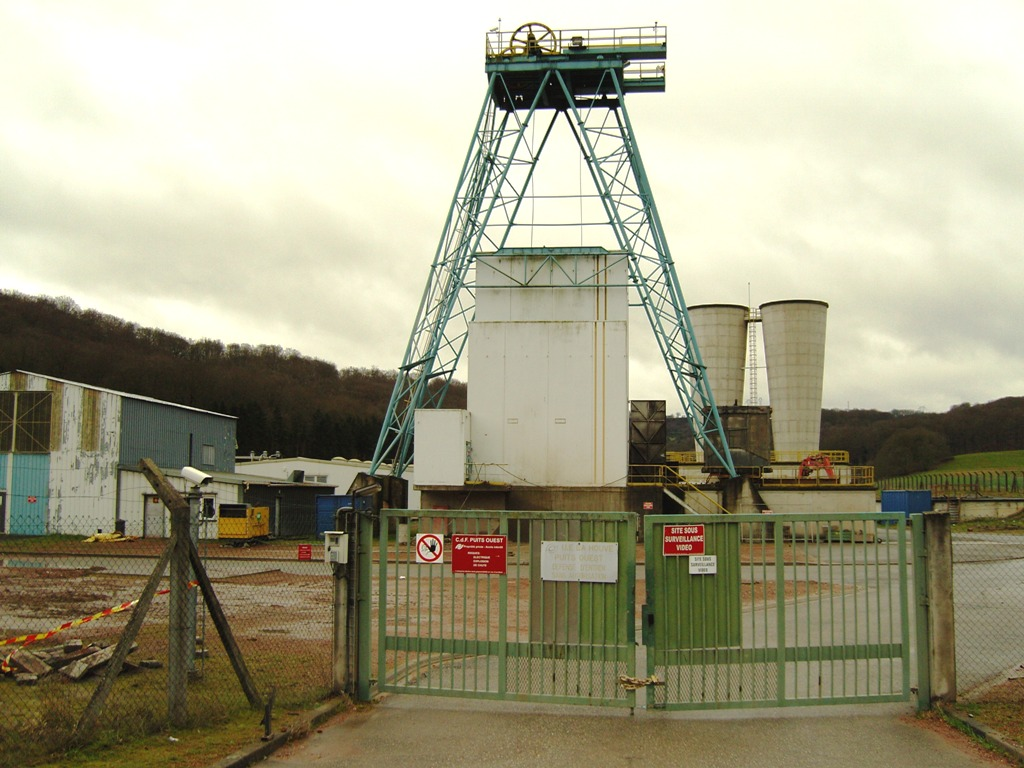
Le puits Ouest, ou puits de Bisten, en 2007.

C’est le dernier puits foncé dans le bassin houiller, c’est également le plus occidental, sur la commune de Bisten-en-Lorraine. Il est creusé de 1987 à 1990 et uniquement utilisé à des fins d’aérage. Son diamètre est de 6,5 m jusqu'au fond qui se situe à -520 mètres. Son puits sera remblayé du 13 Décembre 2006 au 27 Mars 2007. Son chevalement d'un trentaine de mètres de haut sera abattu le 8 Mai 2007. Actuellement il reste la salle des machines (sans la machine) et le poste électrique.

### Évènement de clôture en avril 2004
Les 23, 24 et 25 avril 2004 sous commande de Charbonnages de France, à l’occasion de la fermeture du dernier puits de mine de France, et en hommage à toute la profession minière le spectacle Les Enfants du charbon est présenté pour la première fois sur le site de La Houve. Sylvie Dervaux a écrit et mis en scène ce spectacle original dont elle a également assuré la direction artistique. Elle est également l'auteur de la chanson l'Hymne aux enfants du charbon,.